# Matías Damián Pérez
Matías Damián Pérez (Florencio Varela, Argentina; 3 de marzo de 1999) es un futbolista argentino. Juega de defensa central y su equipo actual es el Cerro Porteño de la Liga Paraguaya.

## Trayectoria
Pérez se formó como futbolista en las inferiores de Juniors de Florencio Varela, 11 de Agosto y en el Club Atlético Lanús, este último desde los 8 años. Debutó en el primer equipo de Lanús el 2 de febrero de 2020 en la victoria por 2-0 sobre Godoy Cruz por la Primera División. En marzo de 2022, Pérez renovó su contrato con el club.
El 21 de diciembre de 2022, Pérez fichó en el FC Oremburgo de la Liga Premier de Rusia.
En enero de 2025, Matiás Pérez es presentado como nuevo refuerzo de Cerro Porteño. 

## Estadísticas
Actualizado al último partido disputado el 3 de junio de 2023
| Club              | Div.          | Temporada     | Liga  | Liga  | Copas nacionales | Copas nacionales | Copas internacionales | Copas internacionales | Total | Total |
| Club              | Div.          | Temporada     | Part. | Goles | Part.            | Goles            | Part.                 | Goles                 | Part. | Goles |
| ----------------- | ------------- | ------------- | ----- | ----- | ---------------- | ---------------- | --------------------- | --------------------- | ----- | ----- |
| Lanús Argentina   | 1.ª           | 2019-20       | 1     | 0     | 0                | 0                | 0                     | 0                     | 1     | 0     |
| Lanús Argentina   | 1.ª           | 2020-21       | 5     | 0     | 1                | 0                | 6                     | 0                     | 12    | 0     |
| Lanús Argentina   | 1.ª           | 2021          | 16    | 0     | 0                | 0                | 1                     | 0                     | 17    | 0     |
| Lanús Argentina   | 1.ª           | 2022          | 36    | 3     | 2                | 0                | 8                     | 0                     | 46    | 3     |
| Lanús Argentina   | Total club    | Total club    | 58    | 3     | 3                | 0                | 15                    | 0                     | 76    | 3     |
| Oremburgo · Rusia | 1.ª           | 2022-23       | 10    | 0     | 0                | 0                | —                     | —                     | 10    | 0     |
| Oremburgo · Rusia | Total club    | Total club    | 10    | 0     | 0                | 0                | 0                     | 0                     | 10    | 0     |
| Total carrera     | Total carrera | Total carrera | 68    | 3     | 3                | 0                | 15                    | 0                     | 86    | 3     |